# Seskar
Seskar (in russo остров Сескар, ostrov Seskar; in finlandese Seiskari; in svedese Seitskär) è un'isola russa situata nel Mar Baltico.

## Geografia fisica e politica
Seskar è un'isola localizzata nel golfo di Finlandia, un'insenatura situata nell'estremo oriente del mar Baltico. A ovest di Seskar, a 16 km di distanza si trova l'isola Malyj.
L'isola non è pianeggiante tranne sulla spiaggia, infatti ha al suo interno delle basse colline.
Politicamente l'isola fa parte del Kingiseppskij rajon dell'Oblast' di Leningrado nel Distretto Federale Nordoccidentale poco distante da San Pietroburgo.,

## Clima
Come gli altri territori baltici, Seskar ha un clima prevalentemente temperato freddo con punte che arrivano a decine di gradi sotto zero nel pieno dell'inverno.

## Storia
L'isola fu un comune della Finlandia fino al 1940 quando l'Unione sovietica pose fine alla Guerra d'inverno col Trattato di Mosca che impose alla Finlandia il cedimento di parecchi suoi territori. Tra questi era presente l'Arcipelago del Golfo di Finlandia di cui fa parte Seskar.